# بث بار
بث بار (به انگلیسی: Beth Barr) (زادهٔ ۱۷ دسامبر ۱۹۷۱) شناگر اهل ایالات متحده آمریکا است.